# 博施泰特
博施泰特是德国石勒苏益格－荷尔斯泰因州的一个市镇。总面积27.11平方公里，总人口4592人，其中男性2263人，女性2329人（2011年12月31日），人口密度169人/平方公里。